# 일본 제국 해군의 전투 서열 (1944년 4월 1일)
이 문서는 일본 제국 해군의 전시편제제도가 개정되고 필리핀해 해전을 하기 전인 1944년 4월 1일 당시의 전투 서열 목록이다. 연합함대를 제외한 각 함대의 기함 지정은 풀리고 사령부가 해안부로 옮겨졌다.
| - 대본영 - 지나방면함대 - 군령부 - 연합함대 - 제1기동함대 - 제2함대 - 제3함대 - 제6함대 - 제1항공함대 - 북동방면함대 - 제5함대 - 제12항공함대 - 중부태평양방면함대 - 제4함대 - 제14항공함대 - 남동방면함대 - 제8함대 - 제11항공함대 - 남서방면함대 - 제1남견함대 - 제2남견함대 - 제3남견함대 - 제4남견함대 - 제9함대 - 제13항공함대 - 해군호위총사령부 - 연습연합항공총대 |

## 연합함대
- 기함: 오요도
- 제11수뢰전대: 다쓰타
  - 제6구축대: 이카즈치, 이나즈마, 히비키
  - 하야시모, 아키시모, 시모쓰키
- 제1연합통신대: 도쿄 해군통신대, 오와다 통신대
- 부속:
  - 전함: 이세, 휴가, 후소, 야마시로
  - 항공모함: 호쇼
  - 제21구축대: 하쓰하루, 하쓰시모, 와카바
  - 구축함: 유키카제
  - 해방함: 간쥬, 가사토, 만주, 미야케
  - 표적함: 야카제, 하카치
  - 공작함: 아카시
  - 수송함: 소야
  - 특설공작함: 우라가미마루, 야마시모마루
  - 특설수뢰모함: 가미카제마루
  - 특설측량함: 제306교도마루
  - 특설전람부설선: 오호시마루
  - 특설병원선: 다카사고마루, 히카와마루, 덴노우마루, 무로마루

## 제1기동함대

### 제2함대
- 제1전대: 나가토, 야마토, 무사시
- 제3전대: 콘고, 하루나
- 제4전대: 아타고, 다카오, 마야, 조카이
- 제5전대: 묘코, 하구로
- 제7전대: 구마노, 스즈야, 도네, 지쿠마
- 제2수뢰전대: 노시로
  - 제27구축대: 시라쓰유, 시구레, 사미다레, 하루사메
  - 제31구축대: 나가나미, 오키나미, 기시나미, 아사기리
  - 제32구축대: 후지나미, 하야나미, 다마나미, 하마나미
- 시마카제

### 제3함대
- 제1항공전대: 다이호, 쇼카쿠, 즈이카쿠
- 제2항공전대: 준요, 히요, 류호, 제652해군항공대
- 제3항공전대: 지토세, 지요다, 즈이호, 제653해군항공대
- 제10전대: 야하기
  - 제4구축대: 노와키, 야마구모, 미치시오
  - 제10구축대: 아키구모, 카자구모, 아사구모
  - 제17구축대: 우라카제, 이소카제, 다니카제, 하마카제, 유키카제
  - 제61구축대: 아키쓰키, 스즈쓰키, 하쓰쓰키, 와카쓰키
- 부속
  - 모가미, 제601해군항공대

## 제6함대
- 이10, 이11
- 제2잠수대 : 이19, 이21, 이39, 이40
- 제7잠수대 : 이2, 이5, 이6
- 제12잠수대 : 이169, 이174, 이175, 이176
- 제15잠수대 : 이16, 이32, 이35, 이36, 이38, 이41, 이42, 이43, 이45
- 제22잠수대 : 이177, 이180, 이181, 이184, 이185
- 제34잠수대 : 로36, 로37, 로38, 로39, 로40, 로41, 로42, 로43, 로44
- 제7잠수전대
  - 제51잠수대 : 로104, 로105, 로106, 로108, 로109, 로110, 로111, 로112, 로113, 로114, 로115
- 제8잠수전대 : 이26, 이27, 이29, 이37, 이52, 이165, 이166, 로501
- 제11잠수전대 : 초게이, 쓰쿠시마루
  - 이44, 이46, 이53, 이54, 이183, 로45, 로46, 로47, 로48, 로116, 로117

## 제1항공함대
(미발견)

## 북동방면함대
- 직속
  - 제22전대
  - 제1~4감시정대

### 제5함대
- 제21전대: 나치, 아시가라, 다마, 기소
- 제1수뢰전대: 아무쿠마
  - 제7구축대: 아케보노, 우시오
  - 제18구축대: 가스미, 시라누이, 우스구모

### 제12항공함대
- 직속
  - 호로무사로 통신대
  - 제5기상대
  - 제41항공기지대
- 제27항공전대
- 제51항공전대

## 중부태평양방면함대
- 직속
  - 제5근거지대 - 사이판
    - 소쿠텐, 제21구잠대
    - 제54~56경비대, 제5통신대, 제5수송대

  - 제30근거지대 - 팔라우
    - 제21, 22호 소해정, 제31구잠대
    - 제45, 46경비대, 제30잠수함기지대, 제3통신대, 제6수송대
- 부속
  - 이스즈
  - 제23어뢰정대
  - 제59, 60, 82, 83, 91방공대
  - 제205, 214, 217, 218, 223, 233설상대

### 제4함대
- 기함: 나가라
- 제4근거지대
  - 제32, 57구잠대, 제31~33호 구잠정
  - 제902해군항공대, 제41, 42, 44, 67경비대, 제85잠수함기지대, 제4통신대, 제4운송대, 제4항무부
- 제6근거지대
  - 제61~66경비대
- 부속: 제2, 31어뢰정대
  - 요코스카 진수부 제2특별육전대, 제6, 43, 46, 48, 81, 84~86방공대, 제221, 227설상대

### 제14항공함대
- 부속:
  - 아키쓰시마

| - 제22항공전대 - 제202해군항공대 (함전) - 트럭섬 - 제301해군항공대 (함전) - 이오섬 - 제503해군항공대 (함폭) - 야프섬 - 제551해군항공대 (텐잔) - 티니안섬 - 제755해군항공대 (육공) - 티니안섬 - 제802해군항공대 (비행정) - 잴루잇 환초 | - 제26항공전대 - 제201해군항공대 (함전) - 사이판 - 제501해군항공대 (함공) - 사이판 - 제751해군항공대 (육공) - 캐비앵 |

## 남동방면함대
- 부속
  - 제22어뢰정대
  - 사세보 진수부 소속 제101특별육전대, 제101, 121, 131설영대

### 제8함대
- 제3수뢰전대: 유바리
  - 제22구축대: 사쓰키, 미나즈키
  - 제30구축대: 우쓰키, 유쓰키
- 제1근거지대
  - 제26, 28호소해정
  - 제87경비대, 제1통신대, 구레 진수부 제7특별육전대, 사세보 진수부 제6특별육전대
- 제8근거지대
  - 제23, 24구잠대, 나쓰시마, 나사미
  - 제81, 86, 89경비대, 제8잠수함기지대, 제8통신대, 제8항무부
- 제14근거지대
  - 제83, 88경비대
- 부속: 유나기, 마쓰카제
  - 제11어뢰정대
  - 제938, 958해군항공대, 제2, 5, 14, 21, 22, 36, 44, 45, 52, 63~65, 67, 69방공대, 제1, 2수송대

### 제11항공함대
- 제25항공전대
  - 제251해군항공대
  - 제253해군항공대
- 직속: 아키카제
  - 제151해군항공대
  - 제18, 20, 26, 28, 32, 34, 211, 212설상대

## 남서방면함대
- 직속
  - 제16전대: 아오바, 기누, 오이, 기타가미
  - 제19구축대: 우라나미, 아야나미, 아마기리
  - 가모이
  - 제3연합통신대
- 부속
  - 가쓰리키, 기요카와마루
  - 제36설영대

### 제1남견함대
- 제9특별근거지대
  - 하쓰타카, 에이코마루, 제11구잠대
- 제10특별근거지대
  - 제7호소해정, 제44소해대
  - 제9경비대, 제11잠수함기지대, 제10항무부, 제23위소대
- 제11특별근거지대
  - 제19, 20, 21, 41, 43호 구잠정, 에이후쿠마루
- 제12특별근거지대
  - 가리, 고쇼마루
  - 제14, 25경비대, 제21, 22위소대
- 제13근거지대대
  - 제12, 13, 17경비대, 제12통신대
- 부속: 야에야마, 아마쓰카제, 제21어뢰 (후부키급 구축함)정대
  - 제936해군항공대, 제34, 51, 55, 58, 70, 88, 102, 104, 108, 112방공대, 제40, 231, 234설상대

### 제2남견함대
- 제21특별근거지대
  - 제11, 12, 101호소해정, 제104호초계정, 제1~3호 구잠정
  - 제932해군항공대, 제3경비대, 제21잠수함기지대, 제1항무부
- 제22특별근거지대
  - 제4~6호 구잠정, 제2, 36호초계정
  - 제2경비대, 제2항무부
- 제23특별근거지대
  - 제8호소해정
- 부속: 제102호 초계정, 만에이마루, 다이고마루
  - 제33, 53, 101, 103, 109, 113방공대, 제24, 201, 241설상대

### 제3남견함대
- 직속: 쓰가루
- 제32특별근거지대
  - 제30호소해정
  - 제33경비대
- 부속: 가라쓰, 하야부사, 제36, 45, 46호 구잠정, 제103, 105호 초계정, 기소마루
  - 제31해군항공대, 제32해군항공대, 제954해군항공대, 제31경비대, 제31통신대

### 제4남견함대
- 직속: 이쓰쿠시마
- 제24특별근거지대
  - 기지
  - 제4, 6경비대
- 제25특별근거지대
  - 와카타카, 제125구잠대
  - 제7, 20, 21경비대, 제24, 25통신대
- 제26특별근거지대
  - 아오타카, 제4, 5호소해정
  - 제18, 19, 21경비대
- 부속: 제50, 56, 105~107, 110, 114, 115방공대, 제202, 203, 213, 224, 225설상대

### 제9함대
- 제27특별근거지대
  - 제90경비대 - 홀린디아
- 부속: 시라타카, 제26호 구잠정, 제34호 구잠정, 제35호 구잠정
- 제12어뢰정대
  - 제2통신대
  - 제57방공대
  - 제87방공대

### 제13항공함대
- 직속: 제732해군항공대, 제102~104항공기지대
- 제23항공전대: 제153해군항공대, 제381해군항공대, 제75해군항공대
- 제28항공전대: 제331해군항공대, 제705해군항공대, 제851해군항공대

## 해상호위총사령부
- 직속:
  - 제18전대: 도키와, 고에이마루, 사이곤마루, 신코마루
  - 다이요, 운요, 가이요, 신요
  - 키시이
  - 제453해군항공대
  - 제901해군항공대
  - 제931해군항공대
- 제1해상호위대
- 제2해상호위대

## 구레 진수부
- 구레 해병단
- 오타케 해병단
- 구레 잠수함기지대
- 구레 해군항무부
- 도쿠야마해군항무부
- 구레 해군통신대
- 구레 해군항공대
- 이와쿠니해군항공대
- 구축함: 하루카제
- 잠수함: 이33
- 어뢰정: 하토, 사기
- 구레 해군경비대
- 구레 방비전대
  - 사에키해군항공대
  - 잠수함: 162
  - 제17, 18호소해정
  - 부설정: 유리지마, 누와지마
  - 제31호초계정
  - 사에키방비대
  - 해방함: 이키, 제1, 5, 7, 11호해방함, 제4, 6, 12, 14, 16, 18, 20, 22, 24호해방함
  - 제53, 60호구축정
  - 제31, 33, 34소해대
  - 시모노세키 방비대
- 구레 잠수전대
  - 잠수모함: 진게이
  - 제19잠수대: 이121, 이122, 이155, 이158, 이156, 이157, 이159
  - 제33잠수대: 로(呂) 로62, 로63, 로64, 로67, 로68, 로500
- 구레 연습전대
  - 연습순양함: 가시마
  - 장갑순양함: 야쿠모, 이와테, 이즈모
  - 경순양함: 나토리
- 제20연합항공대

우사 해군항공대, 히메지 해군항공대, 하카타 해군항공대, 오무라 해군항공대, 이즈미 해군항공대
다쿠마 해군항공대, 미야자키 해군항공대, 가노야 해군항공대, 제2미호 해군항공대, 지쿠조 해군항공대

## 요코스카 진수부
- 요코스카 해병단
- 다케야마 해병단
- 요코스카 잠수함기지대
- 요코스카 해군항무부
- 요코스카 해군통신대
- 요코스카 해군항공대
- 제302해군항공대
- 제1001해군항공대
- 제1081해군항공대
- 잠수모함: 고마하시
- 구축함: 사와카제, 하타카제
- 잠수함: 이57, 이58, 이59
- 어뢰정 지도리
- 구잠정 제50호, 제51호, 제52호, 제54호
- 초계정 제46호
- 특설구난선 가쓰라가와마루
- 특설전람부설선 하루시마마루
- 미나미토리섬 경비대
- 구레 진수부 제101특별육전대
- 사세보 진수부 제102특별육전대
- 제89, 90, 121～129방공대(구레 진수부 소관)
- 제141～146방공대(사세보 진수부 소관)
- 제204, 206, 207설영대
- 요코스카 해군경비대
- 요코스카 방비전대
  - 다테야마 해군항공대
  - 제1소해대
  - 소해정 제25호, 제27호
  - 구잠정 제14호, 제42호, 제44호, 제47호, 제48호
  - 부설정 사루지마
  - 요코스카 방비대
  - 제26소해대
  - 이세 방비대
  - 오나가와방비대
- 지치지마 방면 특별근거지대
  - 지치지마 해군항공대
  - 제17소해대
  - 이오섬 경비대
- 제11연합항공대
  - 가스마가우라 해군항공대
  - 쓰쿠바 해군항공대
  - 야다베 해군항공대
  - 햐쿠리하라 해군항공대
  - 나고야 해군항공대
  - 가시마해군항공대
  - 기타우라해군항공대
  - 오쓰 해군항공대
  - 가미노이케 해군항공대
  - 제2고리야마 해군항공대
  - 제2고와 해군항공대
- 제13연합항공대
  - 오이해군항공대
  - 스즈카 해군항공대
  - 상하이 해군항공대
  - 이오시마 해군항공대
  - 도쿠시마 해군항공대
  - 스노사키해군항공대
  - 다루미 해군항공대
  - 제2가가야 해군항공대
  - 고치 해군항공대
- 제18연합항공대
  - 사가미노 해군항공대
  - 제2사가미노 해군항공대
  - 오하마해군항공대
  - 고와 해군항공대
  - 고리야마 해군항공대
  - 가토리 해군항공대
  - 히토요시 해군항공대
  - 오카자키 해군항공대
  - 고치 해군항공대
- 제19연합항공대
  - 쓰치우라 해군항공대
  - 미에 해군항공대
  - 가고시마해군항공대
  - 미호 해군항공대
  - 마쓰야마 해군항공대

## 연습연합항공총대
- 제11연합항공대
- 제12연합항공대
- 제13연합항공대
- 제18연합항공대

## 같이 보기
- 일본 제국 해군의 전투 서열 (1941년 12월 10일), 태평양 전쟁 시작
- 일본 제국 해군의 전투 서열 (1942년 7월 14일), 미드웨이 해전 이후
- 일본 제국 해군의 전투 서열 (1943년 4월 1일), 과달카날 제도 철수 이후
- 일본 제국 해군의 전투 서열 (1944년 8월 15일), 마리아나 해전 이후
- 일본 제국 해군의 전투 서열 (1945년 3월 1일), 기쿠스이 작전 직전
- 일본 제국 해군의 전투 서열 (1945년 6월 1일), 말기